# آندژی پوپیل
آندژی پوپیل (لهستانی: Andrzej Popiel؛ ‏ ۲۴ ژانویهٔ ۱۹۳۶ – ۱۷ فوریهٔ ۲۰۲۰) بازیگر اهل لهستان بود.
از فیلم‌ها یا برنامه‌های تلویزیونی که وی در آن نقش داشته‌است، می‌توان به دست‌به‌کار شو، برادر، اجاره‌نشین‌ها، من یک قاتلم و ولین اشاره کرد.